# Yaowapa Boorapolchai
Yaowapa Boorapolchai, née le 6 septembre 1984 est une taekwondoïste thaïlandaise. Elle a obtenu la médaille de bronze lors des Jeux olympiques d'été de 2004 dans la catégorie des moins de 49 kg. 
Elle a également remporté deux médailles aux Championnats du monde, en 2003 (bronze) et 2007 (argent).